# 横尾まり
横尾 まり（よこお まり、1952年2月21日 - ）は、日本の女性声優、ナレーター。東京都出身。シグマ・セブン所属。

## 来歴
劇団テアトル・エコーの養成所卒業後、外国映画の吹き替えやアニメ作品に多数出演。
かつては江崎プロダクション、ぷろだくしょんバオバブに在籍していた（1997年4月からシグマ・セブン）。
語りでは鎌田弥恵に師事。槇大輔主宰の語座に2002年から2011年まで参加。シグマ・セブン声優養成所、読売日本テレビ文化センター大森、新浦安カルチャーセンターで講師として後進の指導をしている。「小説の読み語り」をライフワークとして取り組み、読み語りの公演を続けている。

## 人物
妙に無機質な声を持つ。
艶っぽい母役で知られる。ファッションショーの司会などの仕事も多い。
1991年から2005年に一新されるまで、『ドラえもん』において、2代目スネ夫のママの声を13年間担当した。
趣味はスキーと水泳。
愛犬はチワワの杏。

## 出演
太字はメインキャラクター。

### テレビアニメ
1980年
- 鉄腕アトム (アニメ第2作)（オサム）
- 太陽の使者 鉄人28号

1981年
- ヤットデタマン（1981年 - 1982年、ジュジャクピューター）

1982年
- うる星やつら
- 逆転イッパツマン（1982年 - 1983年、ピーコ、ジム、ハル坊の母、レッテイ、受付、女B、オロカブ 他）
- 銀河旋風ブライガー（ジャクリーヌ）
- 戦闘メカ ザブングル（1982年 - 1983年、エルチ・カーゴ）
- 野生のさけび
- スペースコブラ
- 忍者ハットリくん

1983年
- イタダキマン（母親、オロカブ）
- キャッツ♥アイ（1983年 - 1984年、蔵元麗華、偽キャッツアイ）
- さすがの猿飛（マキ）
- 聖戦士ダンバイン（ミュージィ・ポー、ジェリルの母親）
- まいっちんぐマチコ先生

1984年
- ガラスの仮面
- 機甲界ガリアン（1984年 - 1985年、ローナ）
- ドラえもん（テレビ朝日版第1期）（1984年 - 2005年、ホイの母、スネ夫のママ〈2代目〉 他）
- ビデオ戦士レザリオン（ソフィア）
- 夢戦士ウイングマン（ザ・シーバ / 水野麗）
- 名探偵ホームズ（マリア）

1985年
- 蒼き流星SPTレイズナー（1985年 - 1986年、ジュリア）
- おねがい!サミアどん

1986年
- 青春アニメ全集（サリー）
- めぞん一刻

1987年
- あんみつ姫（妖怪女王）
- エスパー魔美（1987年 - 1988年、勉の母、靖子、主婦）
- ついでにとんちんかん（女刑事）
- トランスフォーマー ザ☆ヘッドマスターズ（女王）
- ハイスクール!奇面組（大場加代）
- Bugってハニー（パトラ）
- ミスター味っ子（1987年 - 1989年、味吉法子、ホット・ホイール、亮子）

1988年
- 宇宙伝説ユリシーズ31（シルカ）
- おそ松くん（1988年 - 1989年、かあさん、一松、おばあさん 他）
- シティーハンター（燿子）
- ホワッツマイケル

1989年
- 悪魔くん（イシス）
- 昆虫物語 みなしごハッチ（1989年 - 1990年、女王、ヤシャメ、オミキ）
- ジャングル大帝（ジーナ夫人）
- ジャングルブック・少年モーグリ（1989年 - 1990年、ルーリ）
- らんま1/2 熱闘編（ママ）
- 笑ゥせぇるすまん

1990年
- ピグマリオ（ナレーション、街の女）

1991年
- OH!MYコンブ（キューリ）
- 魔法のプリンセス ミンキーモモ（第2作）（マリンナーサの王妃様）
- 燃えろ!トップストライカー（光の伯母）

1992年
- 宇宙の騎士テッカマンブレード（1992年 - 1993年、フォン・リー / テッカマン・ソード）
- おやゆび姫物語（ゾビル）

1994年
- 機動武闘伝Gガンダム（1994年 - 1995年、ナスターシャ・ザビコフ）
- 白雪姫の伝説（クリスタル）
- マクロス7（アリス・ホリディ）
- 魔法陣グルグル（1994年 - 1995年、ナレーター）
- リブート（フジテレビ版）（ヘキサデシマル）

1995年
- 愛天使伝説ウェディングピーチ（おまん魔）
- ビット・ザ・キューピッド（ヘラ）
- ぼのぼの（シマリスくんのおかあさん）

1996年
- 機動新世紀ガンダムX（ショーラ）

1997年
- 金田一少年の事件簿（海津里美）
- キューティーハニーF（ダークパンサー）

1999年
- 名探偵コナン（1999年 - 2005年、小松頼子、津曲紅生）

2000年
- 週刊ストーリーランド（松本真理子）
- ドキドキ♡伝説 魔法陣グルグル（ナレーター）

2001年
- ガイスターズ FRACTIONS OF THE EARTH（イナムナ・ユーノ）
- ジャングルはいつもハレのちグゥ（ベル）
- はじめの一歩（2001年 - 2009年、直道の母） - 2シリーズ

2002年
- 七人のナナ（家庭科教師）
- 十二国記（要の母）

2003年
- E'S OTHERWISE（施設の園長）
- 獣兵衛忍風帖 龍宝玉篇（煉獄）
- セイント・ビースト〜聖獣降臨編〜（母）
- 探偵学園Q（一ノ瀬花代、朝倉光星）
- BPS バトルプログラマーシラセ（白瀬美津子）
- FIRESTORM（ルース・ミラー）
- ヤミと帽子と本の旅人（乳母）

2004年
- R.O.D -THE TV-（小室キャサリン）
- アガサ・クリスティーの名探偵ポワロとマープル（ポリット）

2005年
- SPEED GRAPHER（小金井薫）
- ブラック・ジャック（看護師）
- ポケットモンスター アドバンスジェネレーション（サキエ）

2008年
- BLASSREITER（ヘルガ）

2009年
- こんにちは アン 〜Before Green Gables（エイミー・カーライル〈エイミー・トンプソン〉）
- スキップ・ビート!（飯塚寛子、劇中劇「ダークムーン」ナレーション）
- ヒピラくん（マレーナ）

2011年
- ファイ・ブレイン 神のパズル（ラウラ）

2013年
- アイカツ!（稲村郁代）
- 団地ともお（ばあちゃん）

2014年
- 黒魔女さんが通る!!（マダム・天天）
- 風雲維新ダイ☆ショーグン（お富）
- SHIROBAKO（縦尾まり）

2015年
- Go!プリンセスプリキュア（座間すみれ）
- 食戟のソーマ（2015年 - 2018年、大御堂ふみ緒） - 4シリーズ
- ヘヴィーオブジェクト（アヤミ＝チェリーブロッサム）

2016年
- 舟を編む（松本千恵）

2017年
- クジラの子らは砂上に歌う（ラシャ）

2021年
- NIGHT HEAD 2041（奥原晶子）

2023年
- スキップとローファー（ばあちゃん）

2024年
- 終末トレインどこへいく?（カピバラ）

2025年
- 未ル わたしのみらい（ナレーション）

### 劇場アニメ
1982年
- SPACE ADVENTURE コブラ

1983年
- ザブングル グラフィティ（エルチ）

1987年
- 妖獣都市（蜘蛛女）

1989年
- おそ松くん スイカの星からこんにちはザンス!（かあさん）
- NEMO/ニモ（ママ）
- ファイブスター物語（ファティマ・メガエラ、ファティマ・アトロポス）

1990年
- 愛と剣のキャメロット まんが家マリナ タイムスリップ事件（ロン）
- 「エイジ」（赤木君枝）
- チンプイ エリさま活動大写真（スクリプター）

1991年
- 機動戦士ガンダムF91（レアリー・エドベリ）

1993年
- 銀河英雄伝説 新たなる戦いの序曲（マグダレーナ・フォン・ヴェストパーレ）

1996年
- 魔法陣グルグル 劇場版（ナレーター）

2002年
- ガイスターズ FRACTIONS OF THE EARTH（イナムナ・ユーノ）
- パルムの樹（ダルマ屋）
- ぼくの生まれた日（スネ夫のママ）

2003年
- ドラえもん のび太とふしぎ風使い（スネ夫のママ）

2020年
- 劇場版 SHIROBAKO（縦尾まり）

### OVA
1986年
- アウトランダーズ（バティア）
- 蒼き流星SPTレイズナー（アルバトロ・ミル・ジュリア・アスカ）
- 機甲界ガリアン 大地の章（ローナ）

1987年
- 新くりいむレモン PART1 森山塔ゲストスペシャル 5時間目のヴィーナス（入野田苑子）
- 真魔神伝 バトルロイヤルハイスクール（邪妖精の長）
- デジタル・デビル物語 女神転生（小原教諭）
- ぷッつんメイクLOVE（秋元先生）

1988年
- アップルシード（立法院の女）
- 孔雀王（弥美）
- 神州魑魅変（るり蝶）
- ドミニオン（市長）
- ナマケモノが見てた（平吉の母）
- New Story of Aura Battler DUNBINE（ミュージィ・ポー）
- 妖精王（メリジェーヌ）

1989年
- 青き炎（内藤文江）
- 紅い牙 ブルー・ソネット（袖木）
- 銀河英雄伝説（マグダレーナ・フォン・ヴェストパーレ）

1990年
- おそ松くん イヤミはひとり風の中（かあちゃん）
- レモンエンジェル（高橋）

1991年
- 一本包丁満太郎（風味香代）
- 雲にのる（般若）
- 星くずパラダイス（結城静香）
- 有閑倶楽部 犬猫まるごとHOWマッチ（剣菱百合子）

1992年
- イース 天空の神殿〜アドル・クリスティンの冒険（バノア）
- OZ（1021）
- 銀の男（静子）
- グリーンレジェンド乱（イアン）
- 世界の光 親鸞聖人（玉日姫、女性）
- ドラゴンスレイヤー英雄伝説 王子の旅立ち（フェリシア）
- 有閑倶楽部2 香港より愛をこめて（剣菱百合子）

1993年
- KO世紀ビースト三獣士II（ガイア）

1994年
- 湘南純愛組!（由紀）

1998年
- 銀河英雄伝説外伝 千億の星、千億の光（マグダレーナ・フォン・ヴェストパーレ）
- 聖少女艦隊バージンフリート（藤原初見）

2000年
- 銀河英雄伝説外伝 決闘者（マグダレーナ・フォン・ヴェストパーレ）

2003年
- ジャングルはいつもハレのちグゥ デラックス/FINAL（ベル）

### ゲーム
1991年
- CYBER CITY OEDO 808 獣の属性（来栖魔矢、酒場のママ、酒場の女）

1993年
- ヴェインドリーム（女神エル）

1996年
- 新スーパーロボット大戦（アルバトロ・ミル・ジュリア・アスカ）
- ホーンテッドカジノ（ジュピーヌ・クインティーナ）

1997年
- スーパーロボット大戦F（1997年 - 1998年、ミュージィ・ポー） - 2作品

1998年
- EVE The Lost One（ルカ）
- ボカンですよ（おろカブ）

1999年
- 聖少女艦隊バージンフリート（藤原初見）

2000年
- EVE ZERO（大山遥）
- サンライズ英雄譚R（ミュージィ・ポー）
- スーパーロボット大戦α（ミュージィ・ポー）
- ポポロクロイス物語II（マイラ）

2001年
- サンライズ英雄譚2（ミュージィ・ポー、エルチ・カーゴ）
- スーパーロボット大戦α外伝（エルチ・カーゴ）
- ボカンGoGoGo（おろカブ）

2002年
- スーパーロボット大戦IMPACT（ミュージィ・ポー）

2003年
- SUNRISE WORLD WAR Fromサンライズ英雄譚（ジュリア、ミュージィ、エルチ）

2004年
- スロッターUPコア3 愉打!ドロンジョにおまかせ（おろカブ）

2005年
- ポポロクロイス物語 ピエトロ王子の冒険（マイラ）

2006年
- 機動戦士ガンダム クライマックスU.C.（レアリー・エドベリ）
- 新鬼武者 DAWN OF DREAMS（淀君、オフィーリア）
- サンライズ英雄譚3（ミュージィ・ポー、エルチ・カーゴ）

2007年
- SDガンダム GGENERATION（2007年 - 2012年、レアリー・エドベリ） - 3作品
- スーパーロボット大戦Scramble Commander the 2nd（ミュージィ・ポー）

2008年
- スーパーロボット大戦Z（エルチ・カーゴ）

2010年
- ガンダムアサルトサヴァイブ（レアリー・エドベリ）
- ニーア・レプリカント（カイネの祖母）

2011年
- 第2次スーパーロボット大戦Z 破界篇 / 再世篇（2011年 - 2012年、エルチ・カーゴ） - 2作品

2015年
- スーパーロボット大戦BX（ミュージィ・ポー）

2016年
- テイルズ オブ ベルセリア（タバサ・バスカヴィル）

2021年
- スーパーロボット大戦DD（2021年 - 2022年、ミュージィ・ポー、アルバトロ・ミル・ジュリア・アスカ）

### ドラマCD
- 大人と子供の境界線（母）
- 大人の問題（杉山由美子）
- お鍋をみててね ‐ 味吉法子名義。ミスター味っ子・サウンドトラック『満腹定食』に収録。
- 君さえいれば…（山崎みつ子）
- 最後の夏休み（大野先生）
- ジャングルはいつも ハレのちグゥ DRAMA CD（ベル）
- 少年進化論 羊のうた（一砂の祖母）
- 新鬼武者〜始動する物語〜（淀君）
- ストロベリー・デカダン（尾花沢伊楚子）
- スキャンダルシリーズ（深森染香）
- セイントビースト（トキ）
- ダブルコール（塔馬の母）
- 20面相におねがい!! ドラマCD（ママB）
- パーフェクト・ブルー（植田涼子）
- 春を抱いていた（洵也の母）
- BLIND GAME（梧桐束）
- 魔法陣グルグルシリーズ（ナレーター）
  - 魔法陣グルグル ドラマCD 〜大迷惑!熱血妖精の恩返し〜
  - 魔法陣グルグル ドラマCD 〜水晶玉を取り戻せ!暗闇の中は大コンランですゾ!!〜
  - 魔法陣グルグル 〜ジミナ村の祭典〜
- ロミ×ロミシリーズ 僕のものになりなさい（力の母）

### 吹き替え

#### 女優
レスリー・イースターブルック
- ポリスアカデミーシリーズ（デビー・キャラハン）
  - ポリスアカデミー2 全員出動! ※フジテレビ版（BD&DVD収録）
  - ポリスアカデミー3 全員再訓練! ※TBS版（BD&DVD収録）
  - ポリスアカデミー4 市民パトロール ※TBS版（BD&DVD収録）
  - ポリスアカデミー5 マイアミ特別勤務 ※TBS版
  - ポリスアカデミー6 バトルロイヤル ※TBS版
  - ポリスアカデミー7 モスクワ大作戦!! ※テレビ東京版

#### 映画
- アイ・アム・レジェンド（TVパーソナリティ〈エイプリル・グレイス〉、女性キャスター〈ケイティ・クーリック〉）※テレビ朝日版
- 愛されちゃって、マフィア（コニー・ルッソ〈マーセデス・ルール〉）※機内上映版[35]
- 愛と哀しみのボレロ ※フジテレビ版
- 赤い殺意（アマンダ）
- 赤毛のアン/アンの結婚（エルシー・ジェームズ）※ソフト版
- 悪魔の改造人間（ローレン・レーマン〈テリー・オースティン〉）
- 悪魔の毒々おばあちゃん（スージー）
- アナコンダ（テリー・フロレス〈ジェニファー・ロペス〉）※ソフト版
- あなただけ今晩は（キキ）※TBS版
- アニー・ホール（ロビン〈ジャネット・マーゴリン〉）
- アライバル/侵略者（イレーナ〈リンゼイ・クローズ〉）※VHS版
- アラン・ドロン/私刑警察（ジェニファー）
- ウォー・ゲーム（“パット”パトリシア・ヒーリー）※TBS版
- ウォール街（ケイト・ゲッコー〈ショーン・ヤング〉）※テレビ朝日版
- 浮気なシナリオ（フェイ・ハバード）
- 運命の女（サリー〈マーガレット・コリン〉）※ソフト版
- エマニュエル（スザンナ〈ソーニャ・マーティン〉）※テレビ朝日版
- 狼よさらば 地獄のリベンジャー（ドーン）
- 風と共に去りぬ（ベル・ワトリング〈オナ・マンソン〉）※JAL機内上映版
- 華麗なるギャツビー（ジョーダン・ベーカー〈ロイス・チャイルズ〉）※TBS版
- 川のほとりのおもしろ荘（ママ）
- キャット・ピープル（ルーシー）※フジテレビ版
- キラーフィッシュ（アン〈マリサ・ベレンソン〉）
- グーニーズ（ハリエット〈メアリー・エレン・トレイナー〉[36]）
- 暗闇にベルが鳴る（ジーン）※フジテレビ版
- 警察署長 ジェッシイ・ストーン 影に潜む（リタ〈ミミ・ロジャース〉）
- 刑事ジョン・ブック 目撃者（エレイン〈パティ・ルポーン〉）※テレビ朝日版
- 刑事ニコ/法の死角（デロリス・ジャクソン〈パム・グリア〉）※TBS版
- 原始のマン（デイヴの母〈マリエット・ハートレイ〉）
- コードネームはファルコン
- 恋するベーカリー
- 恋のクリスマス大作戦（クリティーン・ヴァルコ〈キャサリン・オハラ〉）
- 候補者ビル・マッケイ
- コクーン（キティ〈ターニー・ウェルチ〉）※テレビ朝日版
- コクーン2/遥かなる地球（キティ〈ターニー・ウェルチ〉）※テレビ朝日版
- コットンクラブ（ライラ・ローズ・オリヴァー）※TBS版
- サイン（トレーシー〈メリット・ウェヴァー〉）※フジテレビ版
- サタデー・ナイト・フィーバー ※テレビ朝日版
- 殺人のはらわた（ファローニの女）
- ザ・デイ・アフター
- サンタリア 魔界怨霊 ※テレビ朝日版
- シー・オブ・ラブ（気の強い女性）※テレビ朝日版
- 地獄のモーテル（エディス・オルソン）
- 死の氷壁（リズ、ペギー）
- 死への逃避行（所長〈ジュヌヴィエーヴ・パージュ〉）
- ジム・ヘンソンのウィッチズ/大魔女をやっつけろ!（ブルーノの母〈ブレンダ・ブレッシン〉）
- 13日の金曜日 PART2（テリー、スージーの母）※日本テレビ版
- ジョーズ3
- 白い肌の異常な夜（ドリス）※テレビ東京版
- ジンジャー スナップス（パメラ〈ミミ・ロジャース〉）
- スーパーマンIII/電子の要塞
- スターダスト・メモリー（ドリー〈シャーロット・ランプリング〉）
- スタートレックIII ミスター・スポックを探せ!（ウフーラ〈ニシェル・ニコルズ〉）※日本テレビ版
- スター・ファイター（ジェーン・ローガン）
- スペースバンパイア ※テレビ朝日旧録版
- 戦場（ヴィヴィアン）
- 卒業白書（ヴィッキー〈シーラ・ダニーズ〉）
- ゾンビ伝説（デボラ・キャシディ）
- ターゲット（カーラ）
- ターミナル・ベロシティ（リポーター）※テレビ朝日版
- ダイ・ハード（ホリー・ジェネロ〈ボニー・ベデリア〉）※機内上映版[37]、（ゲイル・ウォーレンズ〈メアリー・エレン・トレイナー〉）※テレビ朝日版
- タイトロープ ※フジテレビ版
- 007シリーズ
  - 007/死ぬのは奴らだ（店員）※TBS旧録版、（美女）※TBS新録版
  - 007/私を愛したスパイ（丸太小屋の女性）※TBS新録版
  - 007/ムーンレイカー（プライベートジェットホステス）※TBS版
  - 007/リビング・デイライツ（ルバビッチ）※TBS版
  - 007/消されたライセンス（マネーペニー〈キャロライン・ブリス〉）※TBS版
- 超高層プロフェッショナル（レディ）
- 超能力学園Z（コリンヌ・アップダイク）
- 月の輝く夜に（ロレッタ〈シェール〉）※JAL、ANA機内上映版
- ディスクロージャー（スーザン・ヘンドラー〈キャロライン・グッドール〉）※ソフト版
- テス（マーシー・チャント〈アリエル・ドンバール〉）
- デス・レース2000年（マチルダ〈ロバータ・コリンズ〉）
- デビルスピーク（フリードメイヤー）
- トータル・リコール（メリーナ〈レイチェル・ティコティン〉）※機内上映版[38]
- ナイトホークス（シャッカ〈パーシス・カンバッタ〉）※フジテレビ版
- 2番目のキス（モーリーン・ミークス〈ジョベス・ウィリアムズ〉）
- ヌーキー（バーバラ・ラインストーン博士）
- ハートブルー ※日本テレビ版
- バイオレント・サタデー（ヴァージニア・トレメイン〈ヘレン・シェイヴァー〉）
- 陪審員（ジュリエット〈アン・ヘッシュ〉）※ソフト版
- ハイティーン襲撃（シルヴィア）
- ハイドロスフィア（マーティン・キラー〈グウィニス・ウォルシュ〉）
- ハッカビーズ（カテリン・ヴォーバン〈イザベル・ユペール〉）
- バック・トゥ・ザ・フューチャー PART2 ※テレビ朝日版
- パッセンジャー57（ノーマンの母）※ソフト版
- バトルランナー（エイミー）※テレビ朝日版
- ハロウィンII（ジル〈タウニー・モイヤー〉）
- ハンナとその姉妹（エイプリル〈キャリー・フィッシャー〉）
- 必殺マグナム（ジャン〈エンジェル・トンプキンズ〉）※フジテレビ版
- ファール・プレイ
- フェリーニのアマルコルド（ヴォルピーナ）
- フラッシュダンス（ケティ〈ベリンダ・バウアー〉）
- ブレードランナー（ゾーラ〈ジョアンナ・キャシディ〉）※TBS版
- ペギー・スーの結婚（マディ〈ジョアン・アレン〉）
- ボディーハード（エヴァ・ラルゴ〈バーバラ・カレラ〉）
- ポリスアカデミー2 全員出動!（キャサリン・カークランド〈コリーン・キャンプ〉）
- ポリスアカデミー4 市民パトロール（キャサリン・カークランド＝タックルベリー〈コリーン・キャンプ〉）
- マドンナのスーザンを探して（レスリー・グラス〈ローリー・メトカーフ〉）
- ママのフィアンセ/結婚に異議あり!（サンディ・アーチャー〈ファラ・フォーセット〉）
- マンハッタン（ジル〈メリル・ストリープ〉）
- ミストレス（パトリシア・ライリー〈ジーン・スマート〉）
- 未知との遭遇 ※テレビ朝日旧録版
- メッセンジャー・オブ・デス（トルーディ・パイク）
- 猛獣大脱走
- 目撃者（シンシア・カークマン〈ローレン・ハットン〉）
- 48時間（リサ）※日本テレビ旧録版
- リッチー・リッチ 夢のマシンをとりもどせ!（レジーナ・リッチ〈レスリー・アン・ウォーレン〉）
- 掠奪された七人の花嫁（サラ〈ベティ・カー〉）※NHK BS1版
- ロジャー・ラビット（ドロレス〈ジョアンナ・キャシディ〉）
- ロッキー2（メアリー・アン・クリード）
- ロッキー4/炎の友情（メアリー・アン・クリード）※TBS版
- ロボコップ（タイラー）※テレビ朝日版
- ロボコップ3 ※ソフト版
- ワンス・アラウンド（レナータ・ベラ〈ホリー・ハンター〉）

#### ドラマ
- 悪魔の異形 #5（スーザンの母〈サラ・ケラー〉、ジャーナリスト〈アンナ・ペリー〉）、#13（ステラ）
- アメリカン・ヒーロー
- アリー my Love
- IT ※NHK-BS2版
- V（ダイアナ〈ジェーン・バドラー〉）※ソフト版
- 俺がハマーだ!
  - シーズン1 #11（ジョーダン夫人）
  - シーズン2 #9（マロヴィア・ラゴウスキー）
- 恐竜家族（モニカ）
- 刑事コジャック
- CSI:マイアミ10 ザ・ファイナル（ヴィーナ・ナヴァロ〈ラクエル・ウェルチ〉）
- ジェシカおばさんの事件簿（イリーナ、リンダ、バーバラ）
- ジム・ヘンソンのストーリーテラー（ストーリーテラーの妻〈ブレンダ・ブレッシン〉、王妃〈ポーリン・モラン〉、皇帝の妻〈イシア・ベニソン〉）
- シャーロック・ホームズの冒険 入院患者（ノラ）
- 私立探偵マグナム シーズン2 #7（ケイシー）
- 新・刑事コロンボシリーズ
  - 殺人講義（ジューン・クラーク）
  - 4時2分の銃声（ジェニファー・チェンバース）
- 新・弁護士ペリー・メイスン（マリアン・クレイマン）
- スタートレック:ディープ・スペース・ナイン シーズン7 #8（ナディア・ラーキン大尉〈アネット・ヘルデ〉）
- スティーヴン・キングのゴールデン・イヤーズ（テリー・スパン〈フェリシティ・ハフマン〉）
- スペース1999
- そりゃないぜ!? フレイジャー シーズン1 #5（パトリス〈キャスリーン・ヌーン〉）
- ダークスカイ（ジュリエット・スチュアート〈ジェリー・ライアン〉）
- 第一容疑者6 死者の香水（キャスリン・クーパー）
- 対決スペルバインダー（マラン）
- 探偵レミントン・スティール シーズン4 #20（シスター・ナタリー）
- 超音速攻撃ヘリ エアーウルフ（マレラ〈デボラ・ブラット〉）
- ツイン・ピークス（エブリン・マーシュ）
- デスパレートな妻たち5（リンダ・フラナガン）
- 特捜刑事マイアミ・バイス
  - シーズン2 #10（ストーン夫人）
  - シーズン3 #4（ローラ）、#11（フェリシア）、#17（アリシア・オースチン）
  - シーズン4 #13（アンジェリカ・ペイソン）
- 特捜班CI-5
- ドクタークイン 大西部の女医物語（マジョリー・クイン〈アーレイ・ミルズ〉）※123話
- ドクター・フー
- 特攻野郎Aチーム
  - シーズン2 #15（シャーロット・ブラウン伍長）、#16（ドクター・リード）、#20（赤いフェラーリの女）
  - シーズン3 #5（ジンジャー）
  - シーズン4 #1（カーラ・シンガー）、#4（クリスティーナ）、#18（レベッカ・パイパー）
  - シーズン5（カーラ〈ジュディス・レッドフォード〉）、#13（ジーナ・カチーナ）
- ナイトライダー
  - シーズン1 #7（キャロル・レストン〈メアリー・マーガレット・ハムス〉）
  - シーズン2 #1（リタ・ウィルコックス〈ショーン・サウスウィック〉）
  - シーズン3 #4（デニース〈タフィー・オコンネル〉）
- パレスガード（クリスティ・クーパー）
- ヒルストリート・ブルース（フェイ・フリロ）
- ファミリータイズ シーズン3 #11・12（カレン・ニコルソン〈ジーナ・デイヴィス〉）
- フェアリーテール・シアター（ホスト〈シェリー・デュヴァル〉）※VHS版
- フリッパー シーズン1 #4（キャロリン・ライリー）、#21（ニーナ・サケット）
- ブルーサンダー（J.J.ダグラス）
- フルハウス（ジュリー、ジョーニー）
- ボードウォーク・エンパイア 欲望の街（マダムジュネ）
- モンスターズ シーズン1 #3（デザレー）
- ヤングライダーズ（サラ）
- 愉快なシーバー家（ドクター）
- 世にも不思議なアメージング・ストーリー シーズン1 #4（ハロルドの妻）
- ラバーン&シャーリー シーズン2 #4（デボラ・リー）
- 流星花園（道明寺楓）

#### アニメ
- ガミー・ベアの冒険[39]
- スパイダーマン（ベティ・ブラント）※ローカル局版
- バットマン
- 美女と野獣（フェザーダスター、ガストンに憧れる三人の町娘）
- 美女と野獣 ベルの素敵なプレゼント（フェザーダスター）
- 美女と野獣 ベルのファンタジーワールド（フェザーダスター）
- Mr.インクレディブル

### ラジオドラマ
- 北方謙三 水滸伝（KBCラジオ） - ナレーター
- TBSラジオ エブ★ラジ 夜の連続スマホ小説「ラブダイエット」[40]

### ムービーコミック
- UULA あさきゆめみし（2013年、弘徽殿）

### ボイスオーバー
- 美の巨人たち
- 日立 世界・ふしぎ発見!
- 奇跡のレッスン

### テレビ番組
- 峰竜太のホンの昼メシ前（日本テレビ） - コメンテーター、ナレーター
- ニュースJAPAN（フジテレビ） - ナレーター
- 辰巳琢郎の家物語〜リモデル☆きらり（2008年10月4日 - 、BS朝日） - ナレーター
- 列島異変2008（テレビ朝日） - ナレーター
- スーパーJチャンネル（テレビ朝日） - ナレーター
- となりのマエストロ（毎日放送） - ナレーター
- 空から日本を見てみよう（テレビ東京） - ナレーター
- ごきげん歌謡笑劇団（NHK、2012年 - 2015年） - ナレーター
- 地球ドラマチック（NHK教育） - 声の出演
  - 『ヘラクレイオン 海に沈んだ古代エジプト都市』
  - 『古代ローマ コロッセオの秘密』
- 笑う洋楽展（2014年4月5日 - 、NHK BSプレミアム） - ナレーター
- アラサーちゃん 無修正（2014年7月26日 - 10月11日、テレビ東京） - ナレーター
- NHK BSプレミアム『モンティ・パイソン 復活ライブ!』 - 番宣ナレーター

### CM
- 日本アジア航空（1986年） - ナレーター
- カメリアダイヤモンド （1993年） - ナレーター
- シグマ・セブン 声優養成所 - ラジオCMナレーター

### その他コンテンツ
- 戸田葬祭場　HP音声ガイド - ナレーター